# Dubois County
Dubois County ist ein County im Bundesstaat Indiana der Vereinigten Staaten. Der Verwaltungssitz (County Seat) ist Jasper.

## Geographie
Das County liegt im Südwesten von Indiana, ist im Süden etwa 45 km von Kentucky entfernt und hat eine Fläche von 1127 Quadratkilometern, wovon 13 Quadratkilometer Wasserfläche sind. Es grenzt im Uhrzeigersinn an folgende Countys: Martin County, Orange County, Crawford County, Perry County, Spencer County, Warrick County, Pike County und Daviess County.

## Geschichte
Dubois County wurde am 20. Dezember 1817 aus Teilen des Pike County gebildet. Benannt wurde es nach Toussaint Dubois, einem Captain im Krieg von 1812 und in der Schlacht bei Tippecanoe.
12 Bauwerke und Stätten des Countys sind im National Register of Historic Places eingetragen (Stand 1. September 2017).

## Demografische Daten
Nach der Volkszählung im Jahr 2000 lebten im Dubois County 39.674 Menschen in 14.813 Haushalten und 10.739 Familien. Die Bevölkerungsdichte betrug 36 Einwohner pro Quadratkilometer. Ethnisch betrachtet setzte sich die Bevölkerung zusammen aus 97,54 Prozent Weißen, 0,14 Prozent Afroamerikanern, 0,10 Prozent amerikanischen Ureinwohnern, 0,20 Prozent Asiaten, 0,04 Prozent Bewohnern aus dem pazifischen Inselraum und 1,51 Prozent aus anderen ethnischen Gruppen; 0,47 Prozent stammten von zwei oder mehr Ethnien ab. 2,78 Prozent der Bevölkerung waren spanischer oder lateinamerikanischer Abstammung.
Von den 14.813 Haushalten hatten 37,1 Prozent Kinder unter 18 Jahre, die mit ihnen im Haushalt lebten. 61,8 Prozent waren verheiratete, zusammenlebende Paare, 7,4 Prozent waren allein erziehende Mütter und 27,5 Prozent waren keine Familien. 23,5 Prozent waren Singlehaushalte und in 9,9 Prozent lebten Menschen mit 65 Jahren oder darüber. Die Durchschnittshaushaltsgröße betrug 2,63 und die durchschnittliche Familiengröße lag bei 3,13 Personen.
27,4 Prozent der Bevölkerung waren unter 18 Jahre alt, 7,9 Prozent zwischen 18 und 24, 29,8 Prozent zwischen 25 und 44 Jahre. 22,1 Prozent zwischen 45 und 64 und 12,9 Prozent waren 65 Jahre alt oder älter. Das Durchschnittsalter betrug 36 Jahre. Auf 100 weibliche Personen kamen 97,8 männliche Personen. Auf 100 Frauen im Alter von 18 Jahren und darüber kamen 96,3 Männer.
Das jährliche Durchschnittseinkommen eines Haushalts betrug 44.169 USD, das Durchschnittseinkommen der Familien 52.342 USD. Männer hatten ein Durchschnittseinkommen von 32.484 USD, Frauen 23.526 USD. Das Prokopfeinkommen betrug 20.225 USD. 2,9 Prozent der Familien und 5,3 Prozent der Bevölkerung lebten unterhalb der Armutsgrenze.

## Orte im County
- Birdseye
- Bretzville
- Celestine
- Crystal
- Cuzco
- Dubois
- Dubois Crossroads
- Duff
- Ellsworth
- Ferdinand
- Haysville
- Hillham
- Holland
- Huntingburg
- Ireland
- Jasper
- Johnsburg
- Kellerville
- Kyana
- Maltersville
- Mentor
- Millersport
- Norton
- Portersville
- Saint Anthony
- Saint Henry
- Saint Marks
- Schnellville
- Thales
- Zoar

Townships
- Bainbridge Township
- Boone Township
- Cass Township
- Columbia Township
- Ferdinand Township
- Hall Township
- Harbison Township
- Jackson Township
- Jefferson Township
- Madison Township
- Marion Township
- Patoka Township